# سیب گلو
جوزک (به انگلیسی: Adam's apple) یا سیب گلو یک غضروف سپری (غضروف تیروئید) و مانند کتاب نیمه‌بازی است که به طرف عقب باز شده باشد. زاویه بین دو ورقهٔ سازنده در جلو برجسته شده و جوزک را می‌سازد. به کنار فوقانی این غضروف، پرده سپری‌لامی (تیروهایوئید) و به کنار تحتانی آن، پرده انگشتری‌سپری (کریکوتیروئید) می‌چسبد. غضروف سپری در انسان در هر دو نمای قدامی و خلفی مشاهده می‌شود. ماهیچه‌های سپری‌لامی و جناغی‌سپری (استرنوتیروئید) نیز به این غضروف متصل می‌شوند.
مردان اغلب سیبک گلوی بزرگتری نسبت به زنان دارند و به همین علت صدای بم‌تر نسبت به زنان دارند.

## علت نامگذاری
دو نظریه دربارهٔ اصطلاح «سیب آدم» وجود دارد. در فرهنگ اصلاحات و افسانه‌های برور و فرهنگ لغت وبستر نسخه ۱۹۱۳ به یک باور قدیمی اشاره شده که طبق آن قطعه‌ای از میوه ممنوع در گلوی آدم، اولین انسان بر اساس ادیان ابراهیمی، جای گرفته‌است، هر چند که در کتب آسمانی یهودیان و مسیحیان و مسلمانان چنین موضوعی ذکر نشده‌است و حتی نوع میوه‌ای را که آدم خورده مشخص نکرده‌اند.
نظریه دوم را الکساندر گوده، مترجم و زبان‌شناس آلمانی مطرح می‌کند. بر اساس ادعای وی عبارت «سیب آدم» از ابتدا اشتباه ترجمه شده‌است. به اعتقاد وی منشأ عبارت «سیب آدم» عبارت عبری «tappuach ha adam» است که ترجمه صحیح آن «تورم مرد» است. در دوبلور ها سیب گلوی بزرگتر مشاهده می‌شود این نشان دهنده سازگار شدن بدن با اعمال محیطی است.

## نگارخانه

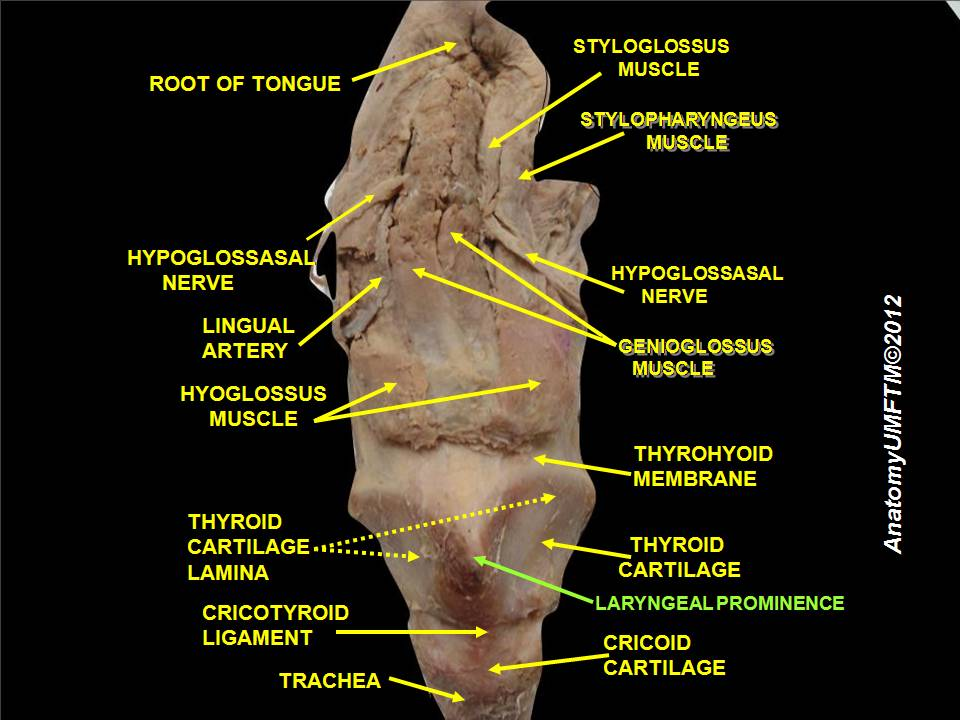
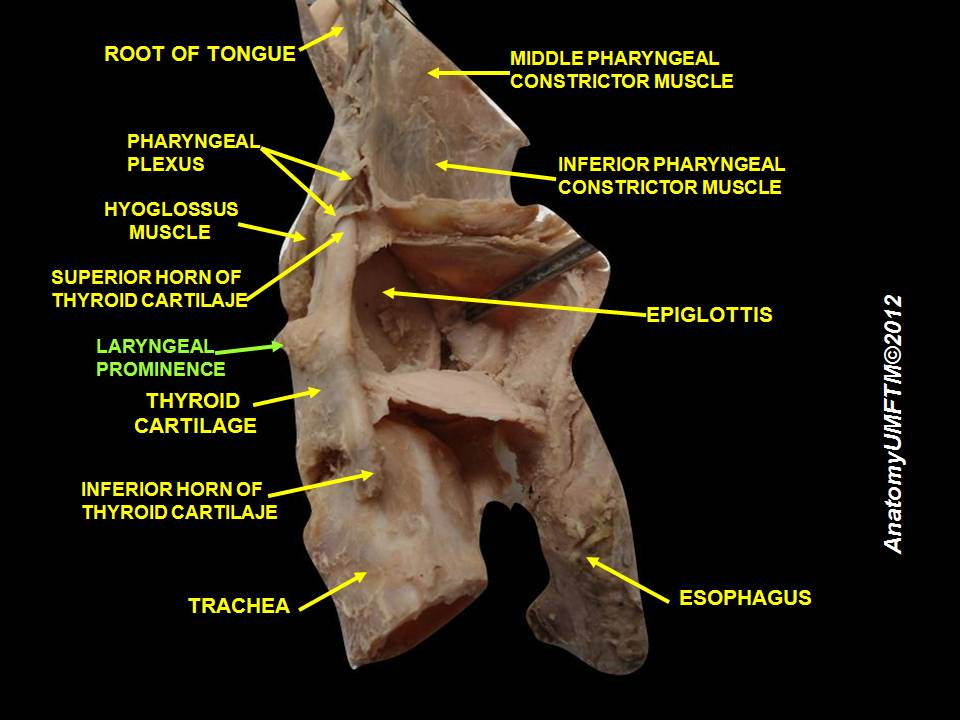
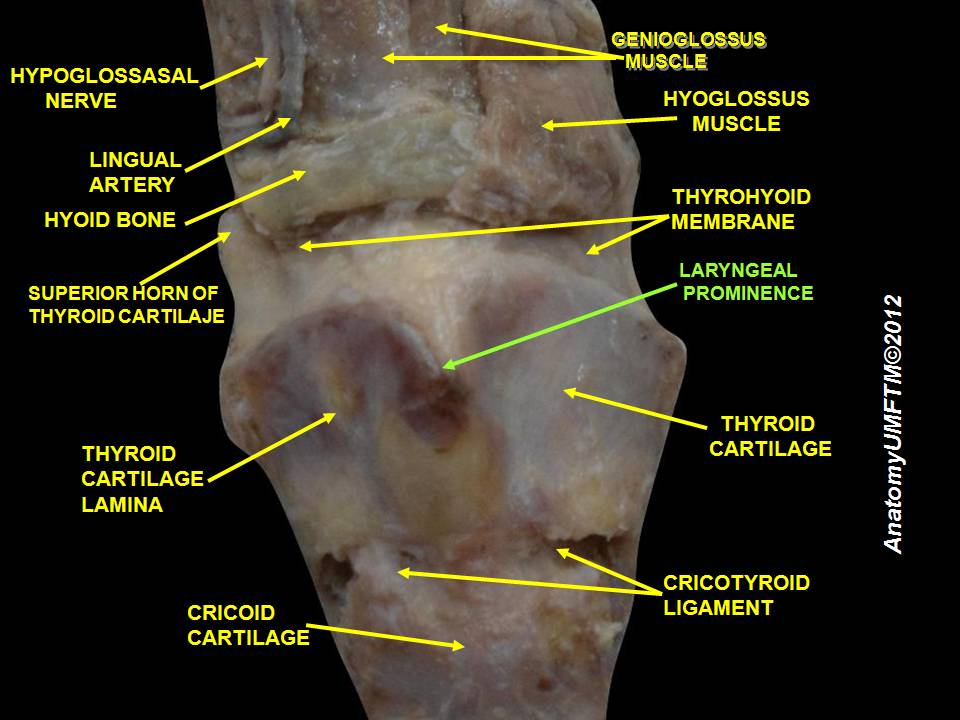